# Feketefejű apácapinty
A feketefejű apácapinty (Lonchura atricapilla) a madarak osztályának verébalakúak (Passeriformes) rendjébe, ezen belül a díszpintyfélék (Estrildidae) családjába tartozó faj.

## Rendszerezése
A fajt Louis Pierre Vieillot francia ornitológus írta le 1807-ben, a Loxia nembe Loxia atricapilla néven.

## Alfajai
- Lonchura atricapilla atricapilla – (Vieillot, 1807)
- Lonchura atricapilla rubroniger – (Hodgson, 1836)
- Lonchura atricapilla deignani – (Parkes)
- Lonchura atricapilla sinensis – (Blyth)
- Lonchura atricapilla batakana – (Chasen & Kloss)
- Lonchura atricapilla formosana – (Swinhoe)
- Lonchura atricapilla jagori – (Martens)
- Lonchura atricapilla selimbauensis
- Lonchura atricapilla obscura
- Lonchura atricapilla brunneiceps - (Walden, 1872)

## Előfordulása
Ázsia déli és délkeleti részén, Banglades, Brunei, Kambodzsa, Kína, India, Indonézia, Laosz, Malajzia, Mianmar, Nepál, a Fülöp-szigetek, Szingapúr, Tajvan, Thaiföld és Vietnám területén honos. Betelepítették Palauba is.
Természetes élőhelyei a szubtrópusi és trópusi síkvidéki esőerdők és cserjések, mocsarak és lápok, valamint szántok, ültetvények és öntözéses területek. Állandó, nem vonuló faj.

## Megjelenése
Testhossza 12 centiméter.
|  |  |

## Természetvédelmi helyzete
Az elterjedési területe rendkívül nagy, egyedszáma pedig stabil. A Természetvédelmi Világszövetség Vörös listáján nem fenyegetett fajként szerepel.